# Leonid Jefriemow
Leonid Nikołajewicz Jefriemow (ros. Леони́д Никола́евич Ефре́мов, ur. 7 czerwca 1912 w Woroneżu, zm. 25 czerwca 2007 w Moskwie) – radziecki polityk, członek KC KPZR (1952-1971), zastępca członka Biura Politycznego KC KPZR (1962-1966).
1929-1933 studiował na Wydziale Remontowo-Mechanicznym Woroneskiego Instytutu Mechanizacji Rolnictwa, po czym był robotnikiem inżynieryjno-technicznym w obwodzie omskim, pomocnikiem głównego inżyniera i głównym mechanikiem w Woroneskiej Fabryce Budowy Maszyn im. Woroszyłowa i pracownikiem Przedstawicielstwa Handlowego ZSRR w Niemczech. Od 1941 w WKP(b), 1941-1944 główny mechanik fabryki nr 18 w Kujbyszewie (obecnie Samara), 1944-1946 sekretarz komitetu WKP(b) w tej fabryce i I sekretarz rejonowego komitetu WKP(b) w Kujbyszewie, 1946-1949 II sekretarz Komitetu Miejskiego WKP(b) w Kujbyszewie, 1949-1951 II sekretarz Komitetu Obwodowego WKP(b) w Kujbyszewie, od maja 1951 do września 1952 przewodniczący Komitetu Wykonawczego Rady Obwodowej w Kujbyszewie. Od 22 sierpnia 1952 do 26 sierpnia 1958 I sekretarz Komitetu Obwodowego WKP(b) w Kursku, od 14 października 1952 do 30 marca 1971 członek KC KPZR, od 23 sierpnia 1958 do 7 grudnia 1962 I sekretarz Komitetu Obwodowego KPZR w Gorkim. 1959-1965 członek Biura KC KPZR ds. Rosyjskiej FSRR, od grudnia 1962 do stycznia 1965 I zastępca przewodniczącego tego biura i przewodniczący Biura KC KPZR ds. Zarządzania Gospodarką Rolną Rosyjskiej FSRR. Od 23 listopada 1962 do 29 marca 1966 zastępca członka Prezydium (Biura Politycznego) KC KPZR, od grudnia 1964 do 10 kwietnia 1970 I sekretarz Stawropolskiego Krajowego Komitetu KPZR. 1970-1988 I zastępca przewodniczącego Państwowego Komitetu przy Radzie Ministrów ZSRR ds. Nauki i Techniki, od 9 kwietnia 1971 do 25 kwietnia 1989 członek Centralnej Komisji Rewizyjnej KPZR, od 1988 na emeryturze. Deputowany do Rady Najwyższej ZSRR od 3 do 7 kadencji. Pochowany na Cmentarzu Kuncewskim.

## Odznaczenia
- Order Lenina (sześciokrotnie)
- Order Czerwonego Sztandaru Pracy
- Order Czerwonej Gwiazdy